# Drozdik Orsolya
Drozdik Orsolya (külföldön: Orshi Drozdik) (Abda, 1946. február 15. –) magyar grafikus. A Magyar Képzőművészeti Egyetem Festő Tanszékének habilitált egyetemi tanára (2050-16), számos külföldi képzőművészeti intézmény vendégelőadója.
A Drozdik életművét alkotó több ezer, főként saját maga által nagyított ezüstzselatin fotó közül több sorozat is kiemelkedik a nő-szerep modellek, a nők társadalmi státuszát meghatározó vizuális kódok éles kritikájával, valamint a női szexualitás férfi tekintettől való visszahódításával. Saját testét a művészet és identitás bátor állításává tette. Olyan művek, mint az Individuális mitológia (1975–1977), Aktmodell (1975–1977), Szempillantás és sóhajtás: Én egy fénykép vagyok (1977), Pornográfia (1978–1979), Átló éltérítés(1979), Meg próbálok átlátszó lenni (a művészettörténetre (1980), Kaland a Technos Dystopiumban (1984–1993) és Az Én manufakturálása (1984–1995) az „én” intézményesült tudásban való konstrukcióját vizsgálják. Vetítés, duplikáció, szétválasztás és elmozdítás révén Drozdik feltárja az én és a másik, az én és a történelem, valamint az én helyének összetett viszonyait a tágabb diskurzusokban.
Korai sorozatai, például a Szempillatás és sóhaj: Egy fénykép vagyok (1977), jól példázzák azt a módszert, ahogyan az önarcképet töredékekből állítja össze – ez a folyamat alapvetővé vált „feminista vizuális szemiotikájában”. Ez a megközelítés lehetővé tette Drozdik számára, hogy dekonstrukció alá vonja a vizuális reprezentáció rendszereit, beleértve a női aktot, önarcképeket, kettős portrékat, pornográf képeket, propaganda fotókat és tudományos-múzeumi kiállításokat. Ezekhez a vizuális kutatásokhoz gyakran szabadverssel társított költeményeket is párosított, tovább mélyítve a szöveges önteremtés projektjét. 
Drozdik elméleti alapjait a szovjet korszakbeli Magyarország szellemi légköre formálta, ahol a marxista szocializmus találkozott a posztstrukturalizmussal és a szemiotikával. Inspirációt merített olyan magyar feminista szerzőktől – akiknek műveit a kommunista ideológia cenzúrázta és elnyomta –, akik a második világháború előtt voltak aktívak, valamint diáktársaival együtt, a neoavantgárd Rózsa Kör (1976–77) megalapítása és abban való részvétele, amely a kísérleti és konceptuális művészeti gyakorlatokat támogatta. Részvétele a konceptuális és fluxus-szerű eseményeken és happeningeken az 1970-es évek közepén megerősítette elkötelezettségét a konceptuális és feminista megközelítés mellett, összhangban a hetvenes-nyolcvanas években kibontakozó nemzetközi feminista művészeti mozgalommal.   
Innovatív médiumhasználatával, elméleti szigorával és rendíthetetlen feminista kritikájával Drozdik Orshi a kortárs művészet meghatározó hangjává vált. Munkássága továbbra is kihívást jelent és bővíti az identitás, a reprezentáció és a tekintet politikájának megértését.   

## Életrajz
1970–77-ben a Magyar Képzőművészeti Főiskolán képezte magát, mesterei Iván Szilárd és Raszler Károly voltak. 1976–77-ben a Rózsa nevű posztkonceptuális művészeti csoporttal dolgozott együtt.
Drozdik korábbi munkáiban a nő nézőpontjából alkotott, de 1975-től a kritikus feminista módszerének kidolgozására, a patriarchális reprezentáció vizsgálatára összpontosított. A Magyar Képzőművészeti Főiskola hallgatójaként kutatta és feltárta a 19. századi és a 20. század eleji dokumentumfotókat, a női akt modellbeállításokat a Magyar Képzőművészeti Fóiskola könyvtárában. Ezeket lefényképezte, és a fotókat radikális koncepciójának a részévé tette, amelyet ImageBanknak nevez – „a patriarchális művészettörténet és oktatás szemiotikai képanalízise”, és a képeket saját munkájaként állította ki. A szemiotika segítségével Drozdik megvizsgálta a jelölő és a jelölt szerepét a patriarchális akadémiai képzésben, valamint a nő(i) aktmodell jelentését a művészet és a művészettörténet gyakorlatában. Radikális feminista művészete a fényképezés és a performansz médiumának használatán keresztül, a patriarchális reprezentáció a patriarchális művészeti diskurzus kritikus gyakorlatában formálódott, később pedig a patriarchális pornográf reprezentációban is. Ez volt feminista konceptuális művészetének kiindulópontja, de később módosította módszereit, a jelentési elméletek kritikus dekonstrukciójává formálva, és a médiumok és fogalmak különböző területeire is kiterjesztette.
1978-ban elindult nyugati országokba és a tengerentúlra, hogy tapasztalatokat szerezzen. 1978–79-ben Amszterdamban, 1979–80-ban Kanadában, 1980-tól New Yorkban élt. 1975-től műveiben a nők reprezentációjának kérdése foglalkoztatta. Individuális mitológia (1975–77) című performansz-, fotó-, rajz- és ofszetsorozatában foglalkozott először a nőiség ábrázolásának problematikájával. Korai, Individuális Mitológia és AktModell című sorozatperformanszaiban a kortárs képzőművészek között elsőként tette szisztematikus kritikai elemzés tárgyává a művészettörténet és a művészeti oktatás nőábrázolásának problematikusságát. A Megpróbálok átlátszó lenni (I Try To Be Transzparent) 1980, Kettős arckép (Double), 1980, Átlóeltérítés (Diverted Shadow) Géniusz (Geniu) című performanszaiban a nőművész kirekesztettségét állítja szembe az egyetemes művészet patriarhális értékrendjével.
Munkáiban a női test a kritikai tereket kijelölő, meghatározó vonatkoztatási rendszer. A nőművész nézőpontjának elemző módszerét a Szituáció, Identifikáció (1976), az AktModell (1976–77), az Individuális Mitológia (1975–77), a Pornográfia (1978–79) című sorozataiban fektette le. Későbbi munkásságának is központi kérdése maradt ez a téma. A nőiség ábrázolási módszerét nemcsak művészeti, de tudományos diskurzusban is elemezte. A Biológiai metaforák (1983–85) festményinstallációjában saját belső testrészeit – egy kommunista párttitkár és egy amerikai üzletember portréjával –, saját ironikus önarcképeivel állította ki. 1983-tól természettudományi és orvosi múzeumokban készített Disztópium Infinit (1984/2002) című sorozatfotóit a Kaland a Technikai Disztópiumban című installációsorozatban dolgozta fel. Ebből a szisztematikusan gyűjtött és elemzett anyagból építette fel a hiányzó tudósnőt, Edith Simpsont mint saját, 18. századi „pszeudoperszonáját”. A Népszerű Természetfilozófia (1988) című installációja a valóság és igazság tudományos reprezentációját dekonstruktív módszerrel elemezte, a Morbid Condition (1989) a nő testének 18–19. századi természettudományos és orvosi diskurzusát vizsgálta. A Fragmenta Naturae (1990) Linné növényekre – társadalmi modell alapján – kidolgozott szexuális taxonómiai rendszerét, nőnézőpontú posztmodern kritikai módszerrel elemezte. Az 1990-es években, Az Én manufakturálása (Manufacturing the Self) című installációi sorozatában ismét a női test ábrázolási kérdéseivel foglalkozott. Vizuális kutatásainak elemzéséből hozta létre a nemzetközileg ismert Az én manufakturálása: a testi én című installációját. Munkáit New York neves galériáiban, múzeumaiban is kiállította, amelyeket a New York Times, Art in America, Art Forum stb. értékelése kísért. Ezekből a művekből válogatotta retrospektív kiállítását a Ludwig Múzeumban (2001/02). Egy Mária Terézia csillár című nagy volumenű munkáját 2009–2010-ben a Kiscelli Múzeum mutatta be, majd 2012-ben Debrecenben a Modern és Kortárs Művészeti Központban A másik Vénusz címmel új és régebbi munkáiból rendezett tematikus retrospektív kiállítást. A 2000–2008-as években készült Rúzsfestmények A’La Fontana, majd később TestHajlatok Mindennek vége Baba kék (2012/14) című sorozatai a festészeti modernizmus módszerét és technikáját elemző festményinstallációk.
A hazai nőnézőpontú gondolkodás aspektusainak megalapozását szolgálta Sétáló agyak című könyvének összeállítása (1998, Kijárat Kiadó), ezt később szépirodalmi írásai is megerősítik. Számos elbeszélése Forgács Zsuzsa szerkesztésében jelent meg. Az Individuális Mitológia, konceptuálistól a posztmodernig című könyvében művészeti módszerét és annak közvetlen közegét foglalta össze, amely a Gondolat Kiadó gondozásában jelent meg 2006-ban.
Műfajai: performansz, installáció, fotó, festmény, szobor, rajz, rézkarc, ofszet.
Művészetének stílusát a konceptuális művészet, a posztkonceptuális művészet és a posztmodern művészeti irányzatokba sorolják.

## Ars poétikája
"A nő nézőpontja mindig a legfontosabb volt a munkáimban. Installációim posztmodern feminista stratégiákra építettek. Az írást és a vizuális tevékenységemet nem választom szét, számomra ugyanannak a dolognak különböző megfogalmazásai ezek. Amit nem írok meg verseimben, azt megrajzolom, amit nem rajzolhatok meg, elbeszéléssé alakítom, ha elkeseredem, gipszbe öntöm sebeimet, és így telik az életem." (Drozdik Orsolya)

## Társasági tagság
Magyar Képzőművészek és Iparművészek Szövetsége Festő Szakosztály
Széchenyi Irodalmi és Művészeti Akadémia , Fine Arts Department 

## Díjak
- Kondor Béla ösztöndíj (1976)
- Prince Bernard díj, Amszterdam (1985)
- The Pollock-Krasner Foundation, Inc. ösztöndíj USA, (1990)
- The Gordon Matta-Clark ösztöndíj, USA (1990)
- Cartier Foundation díja, Franciaország
- CAVA ösztöndíj, Miami, FL USA (1993-95)
- Gottlieb Foundation ösztöndíj, USA (2001)
- Munkácsy Mihály-díj (2003)
- Prima-díj (2023)

## Katalógusok
- Drozdik Orsolya, Az Alteregók prelűdje, katalógus, Budapest Galéria, Budapest, 1984
- CEPA, Adventure in Technos Dystopium, Orshi Drozdik, CEPA jurnal, Buffalo, 1988, USA
- Strange Attractors: Signs of Chaos, New Museum of Contemporary Art, New York, NY, USA, 1989, Laura Trippi írásával
- Tierra Encantada, Kansas City Art Institute, Kansas City, MO, USA, 1990, Susan Hapgood esszéjével
- New Art, Harry N. Abrams Inc. New York, 1990
- Adventures in Technos Dystopium – Kaland a Technikai Disztópiában, Ernst Múzeum, Budapest, 1990
- Annie Novanta, it:Galleria d'arte moderna di Bologna, Bologna, Olaszország, 1991, Renato Barilli írásával
- The Interrupted Life, en:New Museum, The New Museum of Contemporary Art New York, NY, USA, 1991
- Beelden In De Keopel, Arnhem Múzeum, Arnhem, Hollandia, 1991. Anneke Oele and Eleanor Heartney esszéjével
- The Body – A test, en:Renaissance Society at the University of Chicago, Chicago, IL, USA, 1991
- Science Fiction, en:List Visual Arts Center, Massachusetts Institute of Technology, MIT, Cambridge, MA, USA, 1992
- Essays by Jan Avgikos, Kathy Kline, Helaine Posner and John Tower[11]
- Manufacturing The Self, The Non Self, en:Maubuisson Abbey, fr:Herblay, Herblay, Franciaország, 1993
- Time and Tide, The Tyne International Exhibition of Contemporary Art. Mike Collier, Corinne Diserens, Brian Hatton, írásaival, Newcastle, Anglia, 1993
- Boundary Rider, Sydney biennálé en:Sydney Biennial, Anthony Bond kurátor, Sydney, Ausztrália, 1992-1993
- Manufacturing the Self; Body Self/Medical Erotic, Orshi Drozdik in Peter Kilchmann Gallery, Zürich, Svájc Anderson Gallery,[12] Commonwealth University, Richmond, VA, USA, 1994. John Welchman, Rene Amman irásaival
- Sao Paulói biennálé en:São Paulo Art Biennial (International Biennal Sao Paulo), katalógus, Sao Paulo, Brazília, 1994
- Le corps pathologique; Orshi Drozdik, La salle Blanche, Museé des Beaux-Arts de Nantes, 1995 március, Nantes Franciaország, Jonas Storsve esszéje.[13]
- Kunst Hallék: nyitó kiállítás a felújított Műcsarnokban, Műcsarnok Budapest, 1995
- Body (A test), New South Wales Contemporary Art Museum,[14] Sydney, Anthony Bond írásával,[15] 1997
- Szarajevó 2000, MUMOK  Ludwig Múzeum, Bécs, Ausztria, Hegyi Loránd és Néray Katalin írásával, 1998
- La Casa, Il Corpo, il Cuore, de:Museum Moderner Kunst Stiftung Ludwig Wien, Wien, Bécs, Ausztria, Hegyi Loránd és Néray Katalin írásaival, 1999
- Modern Magyar nőművészet, szerk. Keserű Katalin, Kijárat Kiadó, 2000. Budapest
- Kortárs Gyűjtemény a Ludwig Múzeumban, Ludwig Múzeum – Kortárs Művészeti Múzeum, LUMU, Budapest, 2001
- Drozdik, Orshi: Adventure and Appropriation. Kaland az appropriáció/kisajátítás után, Retrospektív katalógus 1975–2001. Ludwig Múzeum – Kortárs Művészeti Múzeum, Budapest, 2002
- Orshi Drozdik, Passion After Appropriation, Szenvedély az appropriáció után, Kortárs Művészeti Múzeum és Művészeti Pavilon, 2003, Zágráb, Horvátország

## Drozdik Orsolya írásai, cikkei
- DROZDIK, Orshi: Adventure in Technos Dystopium │ Kaland a technos dystopiumban. In: Adventure in Technos Dystopium = Kaland a technos dystopiumban (kiáll. kat.). Budapest: Ernst Múzeum, 1990. 7‒8. (magyar nyelvű melléklet: 5‒6.)
- DROZDIK, Orshi: To a Leyden Jar │ Szerelmes levél egy leydeni palackhoz. In: Adventure in Technos Dystopium = Kaland a technos dystopiumban (kiáll. kat.) Budapest: Ernst Múzeum, 1990. 6. (magyar nyelvű melléklet: 4.)
- DROZDIK, Orshi: The Medical Erotic. Love Letters for Twelve Silver Plates │ Liebesbriefe für zwölf silberne Teller; Love Letter to the Medical Venus │ Liebesbriefe an die medizinische Venus. In: Orshi Drozdik: Manufacturing the Self: Body Self / Medical Erotic (kiáll. kat., Zürich: Peter Kilchmann Galerie; Richmond, VA, USA: Anderson Gallery, School of the Arts, Virginia Commonwealth University), Zürich, Richmond, 1994
- DROZDIK Orsolya: Kulturális amnézia avagy a történelmi seb. A feminizmusról. Balkon, 1995/1. 4–7.
- DROZDIK Orsolya: A történelmi seb. Az én fabrikálása. A testi én. Balkon, 1995/10–11. 21–24.
- DROZDIK Orsolya (szerk.): Fátyol alatt, feminista tanulmányok (kézirat), 1995/1996
- DROZDIK, Orshi: Kulturelle Amnesie oder die historische Wunde. Über den Feminismus. Balkon, Oktober – November 1996. 18–21.
- DROZDIK Orsolya: A megvalósult álom; Meret Oppenheim. Balkon, 1996/9. 21–24.
- Drozdik Orsolya (szerk.): Sétáló agyak. Feminista tanulmányok, Budapest, 1998, Kijárat Kiadó[16]
- DROZDIK, Orshi: Manifesto of Individual Mythology; On My Beauty; Male-Female; Dialogue Sculpture; In Someone’s Shadow; Fictive Résumé; The Hierarchy of Organs; Adventure in Technos Dystopium: Dytopium Infinite; The Life of Edith Simpson; Adventure in Technos Dystopium, Fragmenta Naturae; The Metamorphosis of Plants; X-ray; Technologies of The Self; Love Letter to the Medical Venus; Manufacturing the Self: The Hairy Virgin; The Normal and the Pathological Body; Oshi Ohashi. Young & Beautiful: OSHIDO Beauty Products Confident. In: Orshi Drozdik: Adventure and Appropriation. 1975–2001 (kiáll. kat.). Budapest: Ludwig Múzeum – Kortárs Művészeti Múzeum, 2002. 30–145.
- DROZDIK Orsolya: A konceptuálistól a posztmodernig. A művészetről és a művészetemről 1975–2002, az Individuális mitológiától az Én fabrikálásáig. DLA értekezés. Pécs: Pécsi Tudományegyetem Művészeti Kar, Képzőművészeti Mesteriskola, 2003
- DROZDIK Orsolya: Individuális Mitológia, Konceptuálistól a posztmodernig, Gondolat Kiadó, Budapest, 2006 ISBN 9639567795[17]
- Drozdik Orsolya: Vallomás[9]
- DROZDIK Orsolya: Individuális mitológia 1975–77. In: Alfejezetek a magyar konceptuális művészet első fejezetéből. Budapest: Neon Alapítvány, 2014. 63–65.

## Könyvek és katalógusok
- DROZDIK Orsolya. Az alteregók prelűdje = Preludes of the Alter Egos (kiáll. kat., Budapest: Óbuda Galéria). Budapest: Budapest Galéria, 1984.
- Orshi Drozdik “Adventure in Technos Dystopium: Popular Natural Philosophy” (kiáll. kat., Buffalo: CEPA Gallery) CEPA Journal, Special Issue, Vol. 4, Issue 1, Buffalo, NY, 1989
- Science/Technology/Abstraction: Art at the End of the Decade (kiáll. kat., Dayton, OH: Robert and Elaine Stein Galleries, Wright State University). Dayton, OH: University Art Galleries, Wright State University, 1989
- Strange Attractors: Signs of Chaos (kiáll. kat.). New York, NY: New Museum of Contemporary Art, 1989
- Tierra Encantada: Ashley Bickerton, Orshi Drozdik, Alfredo Jaar, Louise Lawler, Cady Noland (kiáll. kat.). Kansas City, MO: Charlotte Crosby Kemper Gallery, Kansas City Art Institute, 1990
- New Art (FREEMAN, Phyllis, et al., eds.): New York, N.Y.: Harry N. Abrams, Inc., (1984) 1990
- A l'ouest, rien de nouveau? = All Quiet on the Western Front, Volume I (kiáll. kat.). Paris: Galerie Antoine Candau, 1990
- Stendhal Syndrome: The Cure (kiáll. kat.). New York, NY: Andrea Rosen Gallery, 1990
- Orshi Drozdik: Adventure in Technos Dystopium = Kaland a technos dystopiumban (kiáll. kat.), Budapest: Ernst Múzeum, 1990
- The Technological Muse (kiáll. kat.). Katonah, NY: Katonah Museum of Art, 1990
- Anni Novanta (kiáll. kat., Galleria Communale d'Arte Moderna, Bologna; Musei Comunali, Rimini; Ex colonia "Le Navi", Cattolica). Segrate, MI: Arnoldo Mondadori Arte, 1991
- The Body (kiáll. kat.). Chicago, IL: The Renaissance Society at the University of Chicago, 1991
- BELLAMY, Peter – PRINTZ, Neil: The Artist Project: Portraits of the Real World / New York Artists 1981–1990. New York: IN Publishing, 1991
- Physical Relief. Helen Chadwick, Maureen Connor, Nany Davidson, Orshi Drozdik, Shirley Irons, Shelagh Keeley, Mira Schor, Jeanne Silverthorne, Kiki Smith (kiáll. kat.). New York, NY: Hunter College of the City University of New York, 1991
- Science Fictions: Orshi Drozdik, Jon Tower (kiáll. kat.). Cambridge, MA: List Visual Art Center, Massachusetts Institute of Technology, 1992
- The Boundary Rider: 9th Biennale of Sydney (kiáll. kat.). Sydney: The Biennale of Sydney, 1992
- Brain: Internal Affairs. Encyclopedie van het AHHA moment (BOERS, Waling, szerk., kiáll. kat.). Gorinchem, Hollandia: Beatrixziekenhuis, Augustus 1992.
- Time and Tide: The Tyne International Exhibition of Contemporary Art (kiáll. kat., Newcastle upon Tyne). London: Academy Editions, 1993. (Art & Design, vol. 8, no. 9/10; Art & Design Profile no. 32)
- Orshi Drozdik: Manufacturing the Self (REINAUDO, Alain, éd., kiáll. kat., Saint-Ouen-l'Aumône: l’Abbaye de Maubuisson; Herblay: Galerie d’Art Contemporain). A l’Abbaye de Maubuisson és a Centre d’art d’Herblay közös kiadásában, a Les Cahiers des regards. Les Cahiers de Maubuisson c. sorozatban). Herblay, France: Conseil général du Val d'Oise, Office culturel, 1993
- Mettlesome & Meddlesome. Selections from the collection of Robert J. Shiffler (kiáll. kat.). Cincinnati, Ohio: The Contemporary Arts Center, 1993
- Orshi Drozdik: Manufacturing the Self: Body Self / Medical Erotic (kiáll. kat.). Zürich: Peter Kilchmann Galerie; Richmond, VA: Anderson Gallery, School of the Arts, Virginia Commonwealth University, 1994
- Don't Look Now (DECTER, Joshua, ed., kiáll. kat.). New York, NY: Thread Waxing Space, 1994
- 80-as évek. Képzőművészet (kiáll. kat., Budapest: Ernst Múzeum). Budapest: Műcsarnok, 1994
- 22ª Bienal Internacional de São Paulo (AGUILAR, Nelson, ed., kiáll. kat.). São Paulo: Fundação Bienal de São Paulo, 1994
- Európa: Kreáció & re-kreáció = Europe: Creation & Re-Creation (kiáll. kat.). Budapest: Műcsarnok, 1995
- Le corps pathologique; Orshi Drozdik (kiáll. kat.). Nantes: Musée des Beaux-Arts de Nantes, 1995
- ASHTON, Dore (ed.) – KOMAR, Vitaly – MELAMID, Aleksandr: Monumental Propaganda. New York: Independent Curators International, 1995
- BOND, Anthony (Ed.): Body (kiáll. kat., Sydney: The Art Gallery of New South Wales). Melbourne, Vic.: Bookman Schwartz; Sydney, NSW, Ausztrália: Art Gallery of New South Wales, 1997. 71–72.
- BIRRINGER, Johannes: Media & Performance along the Border. Baltimore and London: The Johns Hopkins University Press, 1998. 268.
- Sarajevo 2000. Schenkungen von Künstlern für ein neues Museum in Sarajevo (kiáll. kat.). Wien: Museum moderner Kunst Stiftung Ludwig Wien, 1998
- STAFFORD, Barbara Maria: Visual Analogy. Consciousness as the Art of Connecting. Cambridge, Mass. – London: The MIT Press, 1999
- Rondó – Válogatás közép- és kelet-európai művészek alkotásaiból (kiáll. kat.). Budapest: Kortárs Művészeti Múzeum – Ludwig Múzeum Budapest, 1999
- La casa, il corpo, il cuore – Konstruktion der Identitäten (HEGYI, Lóránd, Hr.). Wien: Museum Moderner Kunst – Stiftung Ludwig Wien, 1999
- TARCZALI, Andrea: Drozdik Orsolya. In: Kortárs Magyar Művészeti Lexikon 1, Budapest: Enciklopédia, 1999. 500–501.
- Válogatás a gyűjteményből. Budapest: Ludwig Múzeum Budapest – Kortárs Művészeti Múzeum, 2000
- TARCZALI, Andrea: A „női hang” megjelenése Drozdik Orsolya művészetében. In: KESERÜ, Katalin (szerk.): Modern magyar nőművészettörténet. Budapest: Kijárat Kiadó, 2000. 93–106.
- Women's Art in Hungary, 1960–2000 (KESERÜ, Katalin, szerk., kiáll. kat., „A második nem” – Nőművészet Magyarországon 1960–2000). Budapest: Ernst Múzeum, 2000
- Digitized Bodies – Virtual Spectacles = Digitális testek – virtuális látványosságok (CZEGLEDY, Nina, szerk., kiáll. kat.). Budapest: Ludwig Múzeum – Kortárs Művészeti Múzeum, 2001
- PRADA, Juan Martín: La apropiación posmoderna. Arte, práctica apropiacionista y Teoría de la posmodernidad. Madrid: Editorial Fundamentos, 2001. 142.
- WELCHMAN, John C.: Art After Appropriation: Essays on Art in the 1990s. Amsterdam/London: G + B Arts International/Routledge, 2001. 111–119.
- Orshi Drozdik. Adventure & Appropriation 1975–2001 (kiáll. kat.). Budapest: Ludwig Múzeum – Kortárs Művészeti Múzeum, 2002
- Orshi Drozdik: Strast za prisvajanjem = Passion after Appropriation (kiáll. kat.). Zagreb: Muzej suvremene umjetnosti, Umjetnički paviljon, 2003
- MATTHEWS, Pamela R. ‒ MCWIRTHER, David (eds.): Aesthetic Subjects. Minneapolis: University of Minnesota Press, 2003. 252–253.
- ANKER, Suzanne ‒ NELKIN, Dorothy: The Molecular Gaze: Art in The Genetic Age. New York: Cold Spring Harbor Laboratory Press, 2004
- TIMÁR Katalin – BÁLVÁNYOS Anna (szerk.): Az ÉSZ, a TEST és a LÉLEK anatómiája = The Anatomy of the REASON, the BODY, and the SOUL (Szimpózium Drozdik Orshi retrospektív kiállítása kapcsán, 2002. február 22.). Budapest: Ludwig Múzeum – Kortárs Művészeti Múzeum, 2004
- BRUNO, Giuliana. Public Intimacy: Architecture and the Visual Arts, Cambridge, MA: The MIT Press, 2007. 111.
- 2007 International Incheon Women Artists’ Biennale: Knocking on the Door (kiáll. kat.). Incheon, South Korea: Women Artists Biennale Organizing Committee, 2007
- REILLY, Maura – NOCHLIN, Linda (Eds): Global Feminisms: New Directions in Contemporary Art. New York: Merrell; Brooklyn Museum, 2007. 153, 165–166.
- COLLINS, Judith: Sculpture Today. London, New York: Phaidon Press, 2008. 60–62.
- PEJIĆ, Bojana (Ed.): Gender Check. Femininity and Masculinity in the Art of Eastern Europe. Wien: MUMOK (Museum Moderner Kunst Stiftung Ludwig), 2009
- BELLÁK Gábor – JERNYEI KISS János – KESERÜ Katalin – MIKÓ Árpád – SZAKÁCS Béla Zsolt. Magyar művészet. Budapest: Corvina, 2009
- KOVAČ, Leonida: Anonimalia: Normativni diskurzi i samoreprezentacija umjetnica 20. stoljeća, Zagreb: Izdanja Antibarbarus, 2010
- JONES, Amelia (ed.): The Feminism and Visual Culture Reader. London and New York: Routledge. Taylor & Francis Group (Second edition), 2010. 379‒380.
- Art Always Has Its Consequences. Zagreb: What, How & for Whom / WHW, 2010. tranzit.hu (ed.): Art Always Has Its Consequences. Artists’ Texts from Croatia, Hungary, Poland, Serbia, 1947–2009. Berlin: Sternberg Press, 2011
- The New Arrivals. 8 Contemporary Artists from Hungary (kiáll. kat., Bruxelles: Palais des Beaux-Arts, Bozar). Budapest: Hungarofest Nonprofit Ltd., 2011. 62–77.
- Folytatás. Új szerzemények a Fővárosi Képtárban. (FITZ Péter, szerk., kiáll. kat., Budapest: Kiscelli Múzeum Templomtér.). Fővárosi Képtár katalógusai 150. Budapest: Fővárosi Képtár, 2012
- CORRIN, Lisa G.: Mining the Museum: Artists Look at Museums, Museums Look at Themselves. In: Bettina M. Carbonell (ed.). Museum Studies: An Anthology of Contexts. Chichester: Blackwell Publishing Ltd, 2012. 329–346.
- WELCHMANN, John C. (Ed.): Sculpture and the Vitrine. Farnham, Surrey; Burlington, Vermont: Ashgate Publishing Ltd, 2013. 1, 4.
- Budapesti merítés = Budapest Immersion. Az új Budapest Galéria nyitókiállítása (kiáll. kat.). Budapest: Budapest Történeti Múzeum. Budapest: Budapest Történeti Múzeum, 2013
- RE.ACT.FEMINISM # 2 – a performing archive. (KNAUP, Bettina ‒ STAMMER, Beatrice Ellen, Eds.). Nürnberg: Verlag für moderne Kunst & London: Live Art Development Agency, 2014
- Alfejezetek a magyar konceptuális művészet első fejezetéből (TÓTH Árpád, szerk.). Budapest: Neon Alapítvány, 2014
- Itt és most = Here and Now. Képzőművészeti Nemzeti Szalon (kiáll. kat.). Budapest: Műcsarnok Nonprofit Kft., 2015
- KÉRCHY, Anna: Creative Iconoclasm and Cultural Trauma. In: Et al.hu – Critical Theory Online 3, Terror(ism) and Aesthetics (György FOGARASI, Zoltán CORA, and Ervin TÖRÖK, eds.), 2015
- BERGANDE, Wolfram: Creating Eternities or the Shape of Art to Come. In: Tracing the Public (Bauhaus University Weimar MFA Public Art, Ed.). Weimar: Bauhaus-Universitätsverlag, 2015. 106‒117 (110)
- WELCHMAN, John C.: Past Realization: Essays on Contemporary European Art XX–XXI, Vol. 1. Berlin: Sternberg Press, 2016. 84–97.
- HOCK Beáta: Women Artists’ Trajectories and Networks within the Hungarian Underground Art Scene and Beyond (2013). In: BAZIN, Jérôme – GLATIGNY, Pascal Dubourg – PIOTROWSKI, Piotr: Art beyond Borders: Artistic Exchange in Communist Europe (1945-1989). Budapest: Central European University Press, 2016. 113–124.
- KÉRCHY, Anna: Queering the Gaze in the Museal Space: Orshi Drozdik’s Feminist (Post)Concept Art. In: KOVÁCS Ágnes Zsófia – SÁRI B. László (Eds.). Space, Gender, and the Gaze in Literature and Art. Newcastle upon Thyne: Cambridge Scholars Publishing, 2017. 63–85.
- CRAMER, Franz Anton: Sehen und verschwinden. Zum medialen Regime von Bewegung. In: Tanz & Archiv: Heft 7 – Forschungsreisen: Kaleidoskope des Tanzes (Hg. v BRANDENBURG, Irene ‒ HAITZINGER, Nicole ‒ JESCHKE, Claudia). München: Epodium Verlag, 2017. 20–21.
- BRYZGEL, Amy: Performance Art in Eastern Europe since 1960 (Rethinking Art’s Histories series) Manchester, UK: Manchester University Press, 2017
- BRYZGEL, Amy: Gender, feminism, and the second public sphere East European performance art. In: CSEH-VARGA, Katalin – CZIRAK, Adam: Performance Art in the Second Public Sphere: Event-based Art in Late Socialist Europe (Part III. Facets of gender in the second public HOCK Beáta: Communities of practice: performing women in the second public sphere. In: CSEH-VARGA, Katalin – CZIRAK, Adam: Performance Art in the Second Public Sphere: Event-based Art in Late Socialist Europe (Part III. Facets of gender in the second public sphere, Chapter 14). Routledge Advances in Theatre & Performance Studies. Routledge Taylor & Francis Group, 2018. 108.
- FOWKES, Maja ‒ FOWKES, Reuben: Socialist performance replaced: re-enactment as a critical strategy in contemporary East-European art. In: CSEH-VARGA, Katalin – CZIRAK, Adam: Performance Art in the Second Public Sphere: Event-based Art in Late Socialist Europe (Part IV. Post-socialist performance. Chapter 16). Routledge Advances in Theatre & Performance Studies. Routledge Taylor & Francis Group, 2018. 161.
- KÉRCHY, Anna: A nő nyelvet ölt ‒ Feminista narratológiai, esztétikai, testelméleti tanulmányok. Ikonológia és Műértelmezés 14, Pécs: JATEPress, 2018
- The Medea Insurrection, Radical Women Artists behind the Iron Curtain (kiáll. kat., Kunsthalle im Lipsiusbau, Drezda, Németország and Culver City, CA, USA: The WENDE Museum). Manchester, UK: Cornerhouse Publications, 2019

## Cikkek, tanulmányok
- POGÁNY, Gábor: Fiatalok Párizsban (A Stúdió bemutatkozása a Grand Palaisban). Művészet, 1978. In: Művészet 78, Budapest: Corvina, 1979. 270–274.
- MCGRATH, Patrick: Orsolya Drozdik Performance at Factory 77 (November 22). (The Season in Review – Toronto). Artmagazine, Toronto, No. 52, February/March 1981. 42–43.
- GYÖRGY Péter – PATAKI Gábor: Galéria – mint műfaj. Beszélgetés Drozdik Orsolyával. Új Symposion, Újvidék/Novi Sad, 1981. június. 226–229.
- STURMAN, John (–J.S.): Three Installations: Art in General. ARTnews, New York, Vol. 84, May 1985: 126. (New York Reviews)
- BEEDER, William: Of Gears and Flesh. Drozdik reveals the innocent charm of 18th century scientific apparati. East Village Eye, New York, May 1986. 38.
- SMITH, Roberta: An Array of Artists, Styles and Trends in Downtown Galleries. The New York Times, New York, February 26, 1988.
- INDIANA, Gary: Science Holiday. The Village Voice, New York, 15 March, 1988. 90.
- HEARTNEY, Eleanor: Orshi Drozdik at Tom Cugliani. Art in America, New York, June 1988. 165–166.
- HEARTNEY, Eleanor: Strong Debuts – Orshi Drozdik. Contemporanea, International Art Magazine, Vol. I, No. 2, July/August 1988. 111.
- HUNTINGTON, Richard: Dystopia Rears its Ugly Head in CEPA Display – Orshi Drozdik. The Buffalo News, Gusto, December 2, 1988.
- LEVIN, Kim: Orshi Drozdik: “Morbid Conditions.” The Village Voice, New York, 1989
- HAUS, Mary Ellen: Orshi Drozdik. Tom Cugliani Gallery. Tema Celeste, International Art Review, No. 20, April–June 1989. 70.
- GOOKIN, Kirby: Orshi Drozdik. Tom Cugliani Gallery. Artforum, New York, May 1989. 151.
- SPECTOR, Nancy: Reviews – Orshi Drozdik, Tom Cugliani. Artscribe, The International Magazine of New Art, London, Summer 1989. 79.
- WEI, Lilly: The Peripatetic Artist: 14 Statements – Orshi Drozdik. Art in America, New York, July 1, 1989. 136, 155.
- VEELEN, Ijsbrand van: Kunstzinnigdoktertje Spelen. Het Parol, Amsterdam, oktober 25, 1989.
- REINWALD, Chris: Orshi Drozdik. Beelding, Amsterdam, november 1989. 57.
- NIESLUCHOWSKI, W. G. J.: The Mind’s Eye. In: Orshi Drozdik, Adventures in Technos Dystopium: Popular Natural Philosphy, CEPA JOURNAL Special Issue, Chicago, 1989. Vol. 4, Issue 1. 24–25.
- HOFFMANN, Donald: Tierra preaches ecology. The Kansas City Star, January 21, 1990.
- BRUYN, Eric de: Orshi Drozdik. Forum, Amsterdam, januari–februari, 1990. 57.
- LEVIN, Kim: Village Choices. Art. Orshi Drozdik. The Village Voice, New York, February 20, 1990. 50.
- BALL, Edward: Orshi Drozdik. 7 Days, New York, Vol. 3, No. 7, February 21, 1990.
- MAHONEY, Robert: Orshi Drozdik. Arts Magazine, New York, May 1990. 110.
- OTIS, Lauren: Orshi Drozdik. Tom Cugliani Gallery, New York, NY. Glass, New York, Issue 40, Spring/Summer 1990. 52.
- NESWEDA, Peter: Im seltsamen Labyrinth der Naturwissensschaft. Eine Ausstellung von Orshi Drozdik in der Knoll Galerie in Wien. DER STANDARD, Wien, 6. November 1990. 13.
- STURCZ János: Szétépített metaforák. Beszélgetés Drozdik Orsolyával. Új Művészet, I. évfolyam, 3. szám, 1990. december. 51–54.
- LEVY, Ellen K.: Natural History Re-Created. CENTER QUATERLY. A Journal of Photography and Related Arts, Woodstock (NY, USA): Center for Photography at Woodstock. Instruments of Scientific Seduction. CQ # 44 (Vol. 11, #4), 1990
- ADAMS, Brooks: Grotesque Photography. The Print Collector’s Newsletter, New York, Vol. XXI, No. 6, January–February 1991. 206‒210. (209)
- HAYT-ATKINS, Elizabeth: Envisioning the Yesterday of Tomorrow and the Tomorrow of Today. Contemporanea, International Art Magazine, January 1, 1991.
- ARTNER, Alan G.: Our Bodies, Our Cells. Artists Probe The Fear And Dread Of The Aids Age. Chicago Tribune, 31 March, 1991.
- BASTIAANS, Christiaan: In Transit Through Interzone. Kunst & Museumjournaal, Amsterdam, VoI. 2., No. 6., 1991. 39–46.
- WESTEN, Mirjam: Orshi Drozdik. Vijfde en laatste tentoonsteling van de serie Beelden in de koepel. Uit, Arnhem, April 1991. 28–29.
- NICKARD, Gary: A Form of Spectacle: Natural Science Reconsidered. Border Crossings, Winnipeg, Vol. 10, No. 4, Fall 1991, Issue 40 – Art & Technology – November 1991. 78–84.
- MCQUAID, Cate: Myth Makers. Plenty of food for thought at the List and the MIT Museum. The Boston Phoenix (Section Three), Boston, March 13, 1992.
- STAPEN, Nancy: Our Bodice, Our Selves: Science Fictions Explode Some Myths. Boston Globe, Boston, March 25, 1992.
- LYNN, Elwyn: Mind Over Mattresses. Sydney: The Biennale of Sydney Part Two/The Bond Store, ¾ Millers Point, The Rocks. The Weekend Australian, January 3–9, 1993.
- BRAUER, Fay: The Bricoleur – The Borderico – The Postcolonial Boundary Rider. AGENDA: Contemporary Art Magazine, Parkville, Vic., Australia, Issue 29, March 1993. 5–6.
- FENNER, Felicity: Around Boundaries. The Sydney Morning Herald, Sydney, January 2, 1993.
- COTTER, Holland: A Figure Disfigured. Art in Review. On Photography – Orshi Drozdik Tom Cugliani Gallery 40 Wooster Street SoHo Through June 26. The New York Times, June 11, 1993.
- LEVIN, Kim: Voice Choices; Art – Orshi Drozdik. The Village Voice, New York, June 22, 1993.
- LEVIN, Kim: Voice Listings; Art in Brief – Orshi Drozdik. The Village Voice, New York, June 29, 1993.
- GREEN, Charles: Reviews: Sydney Biennale – art show in Bond Store 3/4 and Art Gallery of New South Wales, Sydney, Australia. Artforum International, Vol. 31, No. 8, April 1993.
- MONTOLÍO, Celia: Crónicas de Exposiciones – Orshi Drozdik Centre d’Art d’Herblay. LÁPIZ Revista Internacional de Arte, Madrid, Número 98, Diciembre 1993. 84.
- UPSHAW, Reagan: Orshi Drozdik at Tom Cugliani – installation art – New York, New York – Review of Exhibitions. Art in America, New York, January 1994.
- SCHNEIDER, Peter P.: Tödliche Verzückung: «Medizinische Venus» – eine Installation von Orshi Drozdik. Tages-Anzeiger, Kultur, Zürich, 14. Mai 1994.
- KALA, Gabriele: Hymne an die medizinische Venus. Die Furche, Ausstellungen, Wien, 29. September 1994.
- HOFLEITNER, Johanna: Ausgestellt in Wien – Galerie Knoll. Orshi Drozdik. Die Presse, Wien, 21. Oktober 1994.
- BORCHARDT-BIRBAUMER, Brigitte: Medizinische Venus und Erinnerung – Orshi Drozdik. Wiener Zeitung, Oktober 23, 1994.
- BULLARD, CeCe: Vulnerability, Violation Exposed. Richmond Times-Dispatch, Richmond, VA (USA), November 16, 1994.
- AMANSHAUSER, Hildegund: Ausstellungen: Orshi Drozdik – Manufacturing the Self / Medical erotic. Eikon, Wien, Heft 12/13, 1994/1995 (December 1994). 79–80.
- WELCHMAN, John C.: Orshi Drozdik, The Medical Venus. Art & Text, Australia, No. 50, January 1995: 43–47.
- KRAVAGNA, Christian: Orshi Drozdik. Artforum, New York, April 1995. 99–100.
- GICQUEL, Pierre: Orshi Drozdik au musée des Beaux-Arts. “Le Corps pathologique”. Ouest-France, Nantes, 3 avril 1995.
- Le corps pathologique. Presse-Océan, Nantes, 22 mars 1995.
- LUKAC, Jenni : Orshi Drozdik: Manufacturing the Self: Body Self / Medical Erotic. Art Papers, Richmond, VA, USA, November/December 1995.
- VÉCSEY, Esther: All About Women. Two feminine exhibits show that beauty matters. (Young and Beautiful by Oshi Ohashi). The Budapest Sun, April 17–23, 1997. 16.
- GOSZTONYI Ferenc: A művész egy nőművész? Oshi Ohashi: Fiatal és szép – Orshi Drozdik. Balkon, 1997/6.
- COLEMAN, Sam: Gender, Gender on the wall. Budapest Week, April 17–23, 1997.
- SNODGRASS, Susan: Report from Budapest: In a Free state. Art in America, New York, October 1998.
- TARCZALI Andrea: Fátyol alatt. Drozdik Orsolyával beszélget Tarczali Andrea Balkon, 1999/7‒8. 4–10.
- VÁMOS Éva: Sétáló agyak – Drozdik Orsolyával beszélget Vámos Éva. Balkon, 1999/7‒8. 10–11.
- KOVAČ, Leonida: Whose Body? Whose Desire? On Katarzyna Kozyra and Orshi Drozdik. n.paradoxa, International Feminist Art Journal, London, Volume 6 (Desire and the Gaze), Volume 6, 2000. 22–28.
- TARCZALI Andrea: Tárgyak. Műértő, IV/2., 2001. február
- PAP Z. Erzsébet: Az Én manufakturálása, Drozdik Orsolya retrospektív kiállítása. Új Művészet, 2001/12. 20–21.
- WESSELY, Anna: Orshi Drozdik and Feminist Epistemology. BOOKS, Budapest Review of Books (Buksz – Budapesti Könyvszemle angol kiadása), Vol. 11, No. 1–4, 2001. 76–79.
- (A.G.): Voyeurismus. Orsolya Drozdik im Ludwig-Museum. Budapester Rundschau. Die Hauptsadt-zeitung des Pester Lloyd, Budapest, 19. Dezember 2001.
- TIMÁR, Katalin: Orshi Drozdik: Eine Retrospektive. Springerin, Wien, Heft 1/2002: „Kartografien“(Frühjahr 2002). 58–59.
- TREPÁK, Sandra: Mythos und Pornographie. Orsolya-Drozdik-Retrospektive im Museum Ludwig. Budapester Zeitung, 11. Januar, 2002.
- MCDOWELL, Katherine: Accenture Current Issue Exploring the Ludwig Museum Budapest: Orshi Drozdik. Business Week, Budapest, 2002/1.
- FORIÁN SZABÓ Noémi: „Én voltam a modell és a modell rajzolója” – Drozdik Orsolyával beszélget Forián Szabó Noémi. Élet és Irodalom, XLVI. évf., 9. sz., 2002. március 1.
- TOPIĆ, Leila: Mitologija razobličavanja i prisvajanja. [A megkülönböztetés és az appropriáció mitológiája]. Vjesnik, Zagreb, 29. ožujka 2003 (2003. március 29). 18.
- N. MÉSZÁROS Júlia: Individuális mitológia – Medikai Vénusz – Szép és fiatal. Drozdik Orsolya gyűjteményes tárlata a Városi Művészeti Múzeumban. Múzeumi Hírlevél, 2004. február. 44–45. (+ Feminista Szabadegyetem, 2007. március 27.)
- WESSELY Anna: Női létformák – Drozdik Orshi gyűjteményes tárlata. Új Művészet, 2004. április. 26–27.
- URSPRUNG, Philip: Experimentell im besten Sinne – Künstlerischer Gast: Orshi Drozdik. Meridian. Newsletter des Collegium Helveticum in der Sempersternwarte, Zürich, Nr. 14 / Frühling 2004. 16–20.
- KOVÁCS Zita: Drozdik Orsolya gyűjteményes tárlata nyílik Győrben. Magyar Nemzet, Budapest, 2004. január 14.
- DIMITRAKAKI, Angela: ‘Five o’clock on the sun’. Three Questions on Feminism and the Moving Image in the Visual Arts of Non‐Western Europe. Third Text, Routledge, Taylor & Francis Group, Volume 19, Issue 3, May 2005. 269-282.
- VERESS Ferenc: „Önmagamat megkettőzve:” Drozdik Orsolya: Individuális mitológia: konceptuálistól a posztmodernig. Élet és Irodalom, Budapest, 2006. szeptember 22.
- WELCHMAN, John C.: Orshi Drozdik: Passion After Appropriation. Anatomical Correctness: Socialism and the Avant-garde. Előadás és MÁTHÉ Andrea: Megírni önmagunkat – Drozdik Orsolya: Individuális mitológia. Konceptuálistól a posztmodernig. Gondolat Kiadó, Budapest, 2006. Balkon, 2007/2: 43–44.
- SZOMBATHY Bálint: Drozdik Orsolya: Individuális mitológia. Konceptuálistól a posztmodernig. Szépirodalmi Figyelő, 2007/2. 43–45.
- ROZGONYI Etelka: Rúzsképek és drapériák: Drozdik Orshi kiállítása. Műértő, 2007. január
- MULADI Brigitta: Én és a művészettörténet: Drozdik Orshi kiállításai. Új Művészet, 2007. május. 24–26.
- RADOMSKA, Magdalena: Projection and transparency – the body too naked and never naked enough = Projektion und Transparenz – der zu nackte und der niemals genug nackte Körper. (Orshi Drozdik). Praesens, Budapest, 2007/1. 26–33.
- SCHULLER Gabriella: Archaikus Vénusz-torzó. Drozdik Orshi: Vénuszok. Testhajlatok és Drapériák című kiállításáról, Budapest Kiállítóterem, Budapest, 2007. február 22 – március 26. Balkon, 2007/4. 19–23.
- SÜVECZ Emese: Feminista érzékiség. Drozdik Orshi kiállítása a Budapest Galéria Kiállítótermében. NOL online, 2007. március 5.
- NEMERE Réka: Mária Terézia kristálycsillárja (Un Chandelier Maria Theresa). Drozdik Orshival beszélget Nemere Réka legújabb kiállítása kapcsán. Balkon, 2010. január. 24–28.
- DUDÁS Barbara: Her Story. Drozdik Orshi: Un Chandelier Maria Theresa. Balkon, 2010. január. 28–31.
- DUDÁS, Barbara: Cherchez la femme! oder über zwei charakteristische Dimensionen der Kunst von Orshi Drozdik und Valie Export). In: GERMAN, Kinga – KOVÁCS. Krisztina – CZINGLAR, Christine (Hg.): Theorie – Praxis – Kooperationen: Gender / Kunst / Kulturtheorie. (Ein Kooperationsprojekt des Institutes für Thetater-, Film und Medienwissenschaft der Universität Wien und des Institutes für Theorie und Management der Kunstuniversität Moholy-Nagy Budapest. Broschüre). Budapest, April 2010. 53–58.
- DÉKEI Krisztina: Kristályból női torzó – Drozdik Orshi a Kiscelli Múzeumban. Műértő, Budapest, 2010. január
- KÉRCHY Anna: (Poszt)feminizmus, (poszt)identitás és (poszt)koncept art Drozdik Orsolya művészetében. TNTeF. Társadalmi Nemek Tudománya Interdiszciplináris eFolyóirat: tntefjournal.hu, Szeged, 2. évfolyam 2. szám [A társadalmi nemi viszonyok a rendszerváltozás elmúlt húsz évében: poszt-szocializmus(?) és feminizmus(?)], 2012. szeptember. 33–45.
- TUMBAS, Jasmina: A Matter of Decision: Experimental Art in Hungary and Yugoslavia, 1968-1989 (Doctoral dissertation, Duke University), ProQuest Dissertations Publishing, 2013
- FOWKES, Maja: Off the Record: Performative Practices in the Hungarian Neo-avant-garde and their Resonances in Contemporary Art. BOROS, Lili: Folyamatos múlt – kiállítás és performansz. Individuális mitológia 1975–77. Játszd újra Drozdik, avagy táncolj az BOROS Lili: Drozdik Orshi Individuális mitológiája. Neon Galéria, 2014.04.10.–2014.05.06. Flash Art Hungary, 2014/1. 93.
- DUDÁS Barbara: Double Game – Text as an Artistic Strategy, 9th International Doctoral Student Conference of Martin-Luther-Universität, Halle-Wittenberg, Masaryk University, Brno and the University of Szeged, Szeged, 2014 (előadás)
- LAKI, Julia: An Experimental Public: Heterogeneous Groups Defining Embodiment in the Early Twenty-First Century. In: The New Bioethics, A Multidisciplinary Journal of Biotechnology and the Body, Vol. 20, Issue 2, 2014. 109–123.
- JÓZSA Ágnes. Közelkép – Drozdik retrospektív. criticailapok.hu: Criticai Lapok online, 2015/7–8. szám
- BERÉNYI Marianna: Anatómiai sztriptíz és az öltöztető én. Artmagazin, Budapest, 2015/8. 50‒53.
- VÁRALJAI, Anna: Morbid randevú a boncasztalon. A Medikai Vénusz című kiállításhoz kapcsolódó beszélgetés a budapesti Semmelweis KIEFFER, Michèle: Orshi Drozdik: Deconstructing Gender and the Self. theculturetrip.com, 31 October 2016
- MÉSZÁROS Júlia (Julia MESZAROS): Defied Traditions and Technological Trends: The Chronology of Hungarian Printmaking. In: Celebrating Print (Magazine on Fine Art Print and Printmaking in Central and Eastern Europe), New York, Vol. 2, No. 2, October 2016. 22–41.
- FORIÁN SZABÓ Noémi: Én nem követő vagyok, hanem alapító. Interjú I. artportal.hu, Budapest, 2018. október 19.
- FORIÁN SZABÓ Noémi: Ha egy nő művészt tudott magából faragni már kétszer olyan jó, mint egy férfi. Interjú II. artportal.hu, Budapest, 2018. október 21.
- KÉRCHY Anna, Dr: Az érzékiség és az anyag – megnyitóbeszéd. artmagazin.hu: Artmagazin online, 2018. október 13.
- SZÉPLAKY Gerda: Belső ember. (Drozdik Orsolya: Az érzékiség és az anyag – Budapest Galéria) Élet és Irodalom, Budapest, LXII. évf., 45. sz., 2018. november 9.
- PÁLFFY, Lajos: Geometrikus élességgel megrajzolt csíkok. Drozdik Orsolya képeiből látható válogatás a Budapest Galéria Lajos utcai kiállítóhelyén. magyarhirlap.hu, Budapest, 2018. október 29.
- KONDOR-SZILÁGYI Mária: SzabadTánc | Drozdik Orsolyával beszélget Kondor-Szilágyi Mária. Balkon, 2019/1: 26‒30.
- TOPOR Tünde: Téli képeket festettünk a nyári kertben. Interjú Drozdik Orsolyával. Artmagazin 115, XVII. évf.